# Mariana Constantin

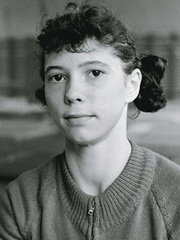
Mariana Constantin

Mariana Constantin (Ploieşti, 3 de agosto de 1960) é uma ex-ginasta romena que competiu em provas de ginástica artística.
Constantin estreou em competições de grande porte aos quinze anos de idade, ao competir no Jr Friendship Tournament, do qual saiu medalhista de prata no individual geral. No ano seguinte, disputou ao lado de Nadia Comaneci, Georgeta Gabor, Anca Grigoraş, Gabriela Truşcă e Teodora Ungureanu nos Jogos Olímpicos de Montreal. Neles, conquistou a medalha de prata na prova coletiva, superada pelas soviéticas. Na prova geral, somou 76,625 pontos e encerrou na 11ª colocação, em prova vencida pela compatriota Comaneci. No compromisso seguinte deu-se a Copa Chunichi, no qual terminou medalhista de bronze no individual. Após, a ginasta anunciou sua aposentadoria do desporto.